# 高木千尋
高木 千尋（たかぎ ちひろ、1987年5月9日 - ）は、日本の女子プロボクサー、元プロレスラー。旧姓：及川（おいかわ）。薬師寺ボクシングジム所属。

## 経歴
- 2008年5月9日、格闘探偵団バトラーツシアター1010大会の対吉田万里子戦でデビュー。
- 2010年6月16日、結婚と同時に引退することを発表。
- 8月3日、バトラーツ阿佐ヶ谷Loft-A大会で引退セレモニー「〜アディオス!バチバチ花嫁宇宙へ行く!〜」が行われた。
- 引退後は愛知へ移住し居酒屋・高木屋を開店するが、現在は閉店。
- 2021年7月11日にボクシングのプロテストに合格[1]、11月28日にデビュー（ドロー）[2]。

## 戦績

### 総合格闘技
| 総合格闘技 戦績 | 総合格闘技 戦績 | 総合格闘技 戦績 | 総合格闘技 戦績 | 総合格闘技 戦績 | 総合格闘技 戦績 | 総合格闘技 戦績 |
| --------------- | --------------- | --------------- | --------------- | --------------- | --------------- | --------------- |
| 3 試合          | (T)KO           | 一本            | 判定            | その他          | 引き分け        | 無効試合        |
| 1 勝            | 0               | 1               | 0               | 0               | 0               | 0               |
| 2 敗            | 0               | 2               | 0               | 0               | 0               | 0               |

| 勝敗 | 対戦相手 | 試合結果                 | 大会名                                                | 開催年月日     |
| ×    | 森居知子 | 1R 4:13 腕ひしぎ十字固め | JEWELS 5th RING 【ROUGH STONE GP 2009 -60kg級 1回戦】 | 2009年9月13日  |
| ○    | HARUMI   | 1R 2:22 腕ひしぎ十字固め | JEWELS 3rd RING                                       | 2009年12月11日 |
| ×    | 超弁慶   | 2R 2:30 腕ひしぎ十字固め | JEWELS 2nd RING                                       | 2009年2月4日   |

### ボクシング
- 1戦 1分

## 得意技
ブサイクの膝蹴り